# Northwest Africa 7325

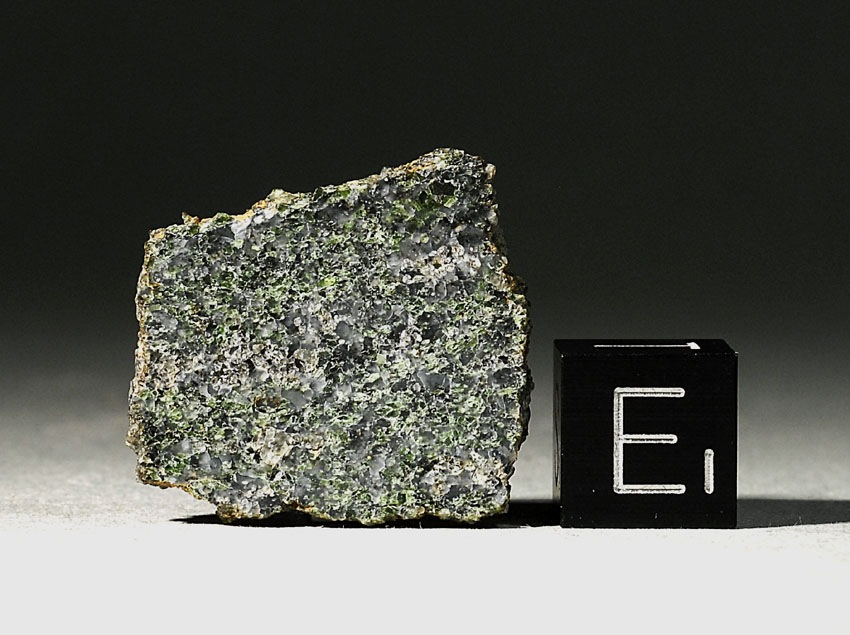
Northwest Africa 7325

Northwest Africa 7325 (NWA 7325) – achondryt (meteoryt kamienny) niewiadomego pochodzenia odnaleziony w 2012 w Afryce Północnej.  Łączna masa odnalezionych fragmentów meteorytu wynosi 345 gramów. Meteoryt ma nietypową zielonkawą skorupę i nietypowy skład chemiczny – nie zawiera on prawie w ogóle żelaza, co może sugerować, iż pochodzi on z Merkurego. Jeżeli pochodzenie meteorytu zostanie potwierdzone, stanie się on pierwszym tego typu obiektem powstałym na Merkurym, który został odkryty na Ziemi.

## Odkrycie
Fragmenty meteorytu zostały zakupione przez niemieckiego handlarza meteorytami Stefana Ralewa w Maroku. Oficjalna nazwa meteorytu pochodzi od miejsca, w którym został on odnaleziony (Northwest Africa – Afryka północno-zachodnia).

## Charakterystyka
Ralew zakupił 35 małych fragmentów meteorytu o łącznej masie 354 gramów, największy fragment ma wielkość piłki golfowej i waży około 100 gramów. Skorupa obtopieniowa wytworzona w czasie przechodzenia meteorytu przez atmosferę ma nietypowy zielony kolor wywołany obecnością diopsydu. Zielonkawe, szkliste powierzchnie są spotykane na niektórych meteorytach księżycowych, ale żaden ze znanych meteorytów tego typu nie ma tak intensywnego koloru.
Meteoryt zbudowany jest ze stosunkowo dużych i dobrze zdefiniowanych kryształów, co sugeruje, że magma z której powstał meteoryt chłodziła się powoli. Intensywny szmaragdowo kolor wnętrza i skorupy meteorytu pochodzi od krzemianów z dodatkiem chromu. W składzie chemicznym meteorytu odkryto także znaczne ilości magnezu i wapnia. Meteoryt zawiera bardzo mało żelaza.

## Analiza
Skład chemiczny meteorytu przynajmniej częściowo odpowiada kompozycji powierzchni Merkurego, jest skałą magmową z dużą zawartością magnezu i bardzo niską zawartością żelaza, co koresponduje ze znanymi wynikami badań powierzchni Merkurego przeprowadzonymi przez sondę kosmiczną MESSENGER. Na inne pochodzenie meteorytu może wskazywać brak w jego składzie enstatytu, który to minerał jest bardzo powszechny na powierzchni Merkurego. Możliwe jest jednak, że NWA 7325 pochodzi z bardzo głębokiej skały, która znajdowała się na znacznej głębokości pod powierzchnią tej planety.
Przeprowadzone do tej pory (styczeń 2013) badania nie potwierdzają ani nie wykluczają merkuriańskiego pochodzenia meteorytu. Nie jest wykluczone, że pochodzi on z innej planety, ale jak na razie nie wiadomo z której.
Do przeprowadzenia dalszych badań potrzebnych będzie więcej fragmentów tego obiektu, pozostaje on jednak własnością Stefana Ralewa. Ralew na razie przekazał na badania naukowe fragmenty o wadze około 30 gramów i wstrzymuje się ze sprzedażą pozostałych fragmentów do czasu lepszego ustalenia pochodzenia meteorytu. Wśród kolekcjonerów meteorytów wartość rynkowa tego typu znaleziska może wynosić nawet 5000 dolarów za gram.

## Literatura przedmiotu
- Brett Gladman, Jaime Coffey: Mercurian Impact Ejecta: Meteorites and Mantle. arxiv.org, 2008-01-21. [dostęp 2013-02-04]. (ang.).